# Enric XXIV de Reuss-Ebersdorf
Enric XXIV de Reuss-Ebersdorf (en alemany Heinrich XXIV, Graf Reuß zu Ebersdorf) va néixer a Ebersdorf el 22 de gener de 1724 i va morir a la mateixa ciutat el 13 de maig de 1779. Era fill primogènit del comte Enric XXIX i de la comtessa Sofia Teodora de Castell-Remlingen. Va succeir el seu pare com a sobirà d'Ebersdorf quan aquest va morir, el 15 d'octubre de 1747, i va governar fins al 1779.

## Matrimoni i fills
El 28 de juny de 1753 es va casar a la ciudad de Thurnau amb la comtessa Carolina Ernestina d'Erbach-Schönberg (1727-1796),, filla dels comtes Jordi August d'Erbach-Schönberg (1691-1758) i Ferrandina Enriqueta de Stolberg-Gedern (1699-1750). El matrimoni va tenir set fills:
- Enric XLVI. (1755-1757)
- Augusta (1757-1831), casada amb el duc Francesc I de Saxònia-Coburg-Saalfeld.
- Lluïsa (1759-1840), casada amb el príncep Enric XLIII de Reuss-Köstritz.
- Enric (1761-1822), casat amb la comtessa Lluïsa de Hoym.
- Ernestina Ferranda (1762-1763)
- Enric LIII. (1765-1770)
- Enriqueta (1767-1801), casada amb el príncep Emili Carles de Leiningen (1763-1814).